# Campo de Les Milles

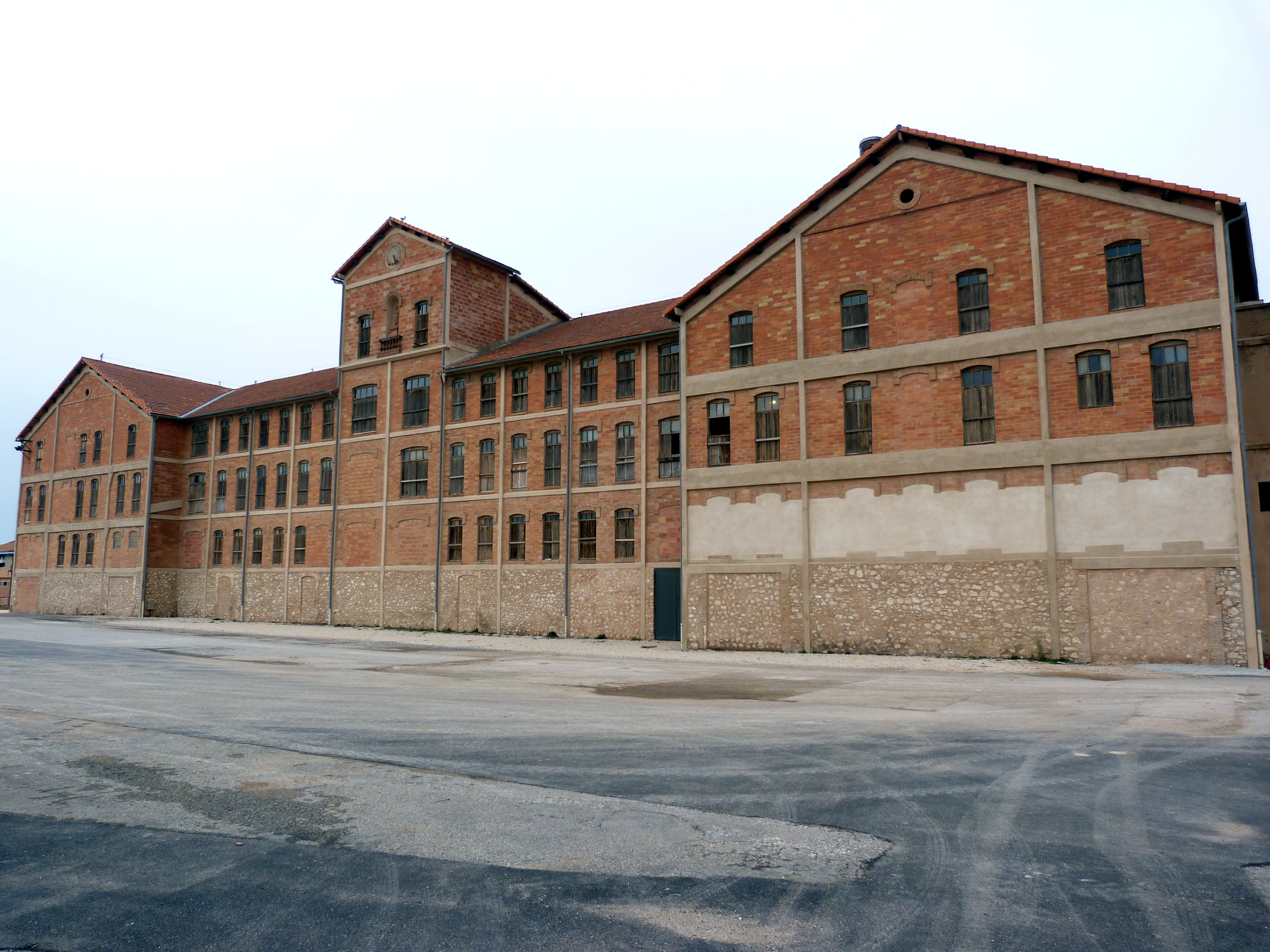
Camp des Milles.

El Campo de Les Milles (francés Camp des Milles) fue un campo de concentración situado en el departamento de Bouches-du-Rhône, abierto en septiembre de 1939 en el edificio de una antigua fábrica de tejas.
En principio, sirvió como campo de internamiento para los residentes alemanes en Francia, con lo cual compartieron encierro auténticos nazis y exiliados alemanes, muchos de ellos judíos. Entre los internos, hasta 1940 se encontraban conocidos artistas, como Max Ernst, Lion Feuchtwanger, Hans Bellmer, Robert Liebknecht, Ferdinand Springer y Wolls.
Después, el gobierno de Vichy utilizó el campo para internar a los judíos antes de entregarlos a las autoridades nazis. En agosto de 1942 se produjeron deportaciones de niños desde este campo.